# Heinrich Otto Wieland
Heinrich Otto Wieland (Pforzheim, 4 de junho de 1877 — Munique, 5 de agosto de 1957) foi um químico alemão.
Em 1917 sucedeu Adolf von Baeyer como professor de química na Universidade de Munique.
Após estudar nas universidades de Berlim, Munique e  Stuttgart, ensinou química orgânica nas universidades de  Freiburg e Munique (1925-1953).
Formulou a teoria da desidrogenação e esclareceu a constituição de muitos naturais como a pteridina, os hormônios sexuais, assim como a constituição de alguns alcalóides (em Freiburg, trabalhou venenos de sapo e ácidos biliares e em parceria com a Boehringer-Ingelheim, ele trabalhou em alcalóides sintéticos, como morfina e estricnina).
Recebeu o Nobel de Química de 1927, por suas pesquisas sobre os ácidos biliares e produtos relacionados.